# Желтоалександровка (Пятихатский район)
Желтоалександровка (укр. Жовтоолександрівка) — село,
Пальмировский сельский совет,
Пятихатский район,
Днепропетровская область,
Украина.
Код КОАТУУ — 1224584807. Население по переписи 2001 года составляло 395 человек .

## Географическое положение
Село Желтоалександровка примыкает к селу Дмитровка, на расстоянии в 1 км от сёл Новозалесье и Трудолюбовка.
По селу протекает пересыхающий ручей с запрудой.